# My Little Pony: Дівчата з Еквестрії - Легенда про Еверфрі
My Little Pony: Дівчата з Еквестрії — Легенда про Еверфрі (англ. My Little Pony. Equestria Girls. Legend of Everfree) — американський мультфільм, створений студіями Hasbro Studios і DHX Media в 2016 році. Мультфільм є продовженням попередніх частин — «Дівчата з Еквестрії», «Еквестрійські дівчата — Райдужний рок» і «Дівчата з Еквестрії: Ігри дружби». В Україні прем'єра відбулася 30 жовтня 2016 року на телеканалі «ПлюсПлюс».

## Сюжет
Мультфільм починається зі сну людської версії Твайлайт Спаркл, де її будять друзі в спальній кімнаті, проте коли вона пішла переодягатися, її знову переслідує її зле альтер-его — Міднайт Спаркл. Після цього кошмару вона прокидається в шкільному автобусі, який їде в Табір Еверфрі. Її друзі — Сансет Шимер, Пінкі Пай, Рейнбоу Деш, Флаттершай, Реріті, Епплджек — обговорюють плани щодо прибуття в табір. У цей момент директорка Селестія оголошує про те, що учні прибувають в табір.
Після прибуття сімка знайомиться з головою табору Ґлоріосою Дейзі і її братом і помічником Тімбером Спрусом, які видають намети учням. Учні починають розповідати плани на те, що вони будуть робити і який подарунок для табору Вища Школа Кантерлота зробить. У найнесподіваніший момент на своєму лімузині прибуває власник земель, Філсі Річ. Після його візиту Ґлоріоса пояснює учням, що це був випускник Табору Еверфрі.
В цей час Сансет шукає крем для засмаги, проте в наметі безконтрольно почали підніматися предмети. Твайлайт думає, що це витівки Міднайт Спаркл, але Сансет пояснює, що її більше не існує.
Настає ніч і учні слухають та розповідають страшні історії. Тімбер розповідає історію про містичну Фею Еверфрі, яка була вигнана 1000 років тому, коли табір ще тільки починав створюватися, але скоро повернеться. В той момент Сансет виявляє, що Твайлайт кудись пропала. Тим часом вона сиділа біля ставка у лісі і співала пісню про те, що в ній досі сидить Міднайт Спаркл.
Зранку всі починають виконувати свої плани. В один момент виявляється, що пірс біля річки розвалюється, і учням доводиться будувати новий подарунок табору. Реріті пропонує зробити з нього подіум для модного показу, проте Епплджек пояснює, що основна функція — причал. У найнесподіваніший момент, незрозуміло як, швидко рухається човен та врізається в недобудований пірс. Після Реріті випробовує свої сили у скелелазінні, однак Епплджек незрозуміло як перетягує мотузку, через що Реріті падає і випадково штовхає Епплджек в ставок. Флатершай чомусь говорить з птахами, у Пінкі Пай вибухає цукрова пудра, а Рейнбоу Деш кудись пропала. Виявляється, у цих п'ятьох з'явилися суперздібності. У Епплджек — суперсила, у Реріті — діамантовий щит, у Флаттершай — розуміння мови тварин, у Пінкі Пай — бомба з пудри, у Рейнбоу Деш — супер-швидкість.
Ввечері учні з пірсу запускали саморобні китайські ліхтарики, після чого полягали спати. Але, прокинувшись серед ночі, Сансет Шиммер зауважує, що Твайлайт знову втекла. Наздогнавши подругу і запитавши в чому справа, Сансет виявляє і свою спец-здатність — читання думок. Таким чином, зрозумівши, у чому причина такого дивної поведінки Твайлайт, вона заспокоює її. Несподівано в лісі з'являється Тімбер, і вирішує проводити дівчаток до табору. Однак Сансет, побачивши блискітки, що летять з кишені Тімбера, починає підозрювати останнього у зраді — нібито він придумав свою страшилку для того, щоб прогнати всіх з табору і закрити його.
Вранці інша п'ятірка дівчаток намагається доробити зламаний причал, однак вони бояться, що їх нові здібності знову все зіпсують. Сансет вмовляє їх не соромитися, і разом вони з допомогою магії добудовують пірс. Потім вона вирішує простежити за Тімбером, випадково підслухавши їхню розмову з Ґлоріосою, однак стикається з Флешем Сентрі. Флеш розуміє, що більше не зможе зустрітися зі своєю коханою — Твайлайт з Еквестрії — і хоче знову подружитися з Сансет. Та пояснює йому всю суть справи, після чого продовжує пошуки.
Нарешті, Шиммер потрапляє на печеру в каменоломні, звідки йде дивне сяйво. Вона терміново повідомляє про це Твайлайт і Спайка, і втрьох вони виявляють у крижаній печері сталагміт з двома кольоровими кристалами. Несподівано з'являється Ґлоріоса. Виявилося, що вона знаходиться в боргу у Філсі Річа, який хоче побудувати на місці табору курорт, і щоб врятувати Табір Еверфрі від банкрутства і закриття, вирішила використовувати магію кристалів, знайдених у цій печері. Ґлоріоса забирає кристали, які залишилися, і перетворюється в ту саму Фею Еверфрі, після чого залишає трійцю, зв'язавши їх і заваливши вихід камінням, і навіює жах на інших учнів, звівши навколо табору величезну непрохідну стіну з бур'янів.
Рейнбоу, Епплджек, Реріті, Пінкі Пай та Флаттершай намагаються вибратися із засідки, в той час як Спайк звільняє Твайлайт і Сансет Шиммер. Вони об'єднуються, Сансет забирає кристали у Феї, які, як з'ясувалося, належали їм, та повернули Ґлоріосу у нормальний вигляд. Після цього Реріті влаштовує модний показ на пірсі, а Пінкі влаштовує вечірку в печері на честь перемоги над Феєю Еверфрі. На вечірці Тімбер і Твайлайт остаточно закохуються один в одного. В кінці фільму з'ясовується, що чарівні кристали прибули з порталу навпроти школи Кантерлота, де раніше стояла статуя коня.

## Український дубляж
Українською мовою фільм дубльовано студією «1+1» на замовлення телеканалу «ПлюсПлюс» у 2016 році.
Ролі дублювали:
- Наталя Романько-Кисельова — Твайлайт Спаркл
- Катерина Буцька — Сансет Шимер
- Анастасія Жарнікова-Зіновенко — Рейнбоу Деш
- Катерина Брайковська — Еплджек
- Єлизавета Зіновенко — Пінкі Пай
- Юлія Перенчук — Флатершай
- Дарина Муращенко — Реріті
- Лідія Муращенко — Спайк, завуч Луна
- Олена Яблучна — Ґлоріоса Дейзі
- Павло Скороходько — Тімбер Спрус
- Людмила Ардельян — Директорка Селестія
- Анна Чиж — Твайлайт Спаркл (вокал), Ґлоріоса Дейзі (вокал)
- Софія Балан — Сансет Шимер (вокал)
- Аліса Гур'єва — Тріксі Луламун, Дерпі, Бон Бон
- Олександр Погребняк — Флеш Сентрі, Сніпс
- Олег Лепенець — Філсі Річ
- Юрій Кудрявець — Снейлз
- Михайло Тишин — Балк Біцепс
- Дмитро Гарбуз — Сенделвуд
- Андрій Твердак — диктор